# Villarquemado
Villarquemado – gmina w Hiszpanii, w prowincji Teruel, w Aragonii, o powierzchni 56,43 km². W 2011 roku gmina liczyła 904 mieszkańców.